# ريتشي بومان
ريتشي بومان (بالإنجليزية: Richie Bowman)‏ هو لاعب كرة قدم بريطاني في مركز الوسط، ولد في 25 سبتمبر 1954. لعب مع تشارلتون أثلتيك ونادي ريدنغ.